# Yee-Sin Leo
Yee-Sin Leo  (nascida em 1958/1959) é uma médica de Singapura. Yee-Sin Leo é a diretora executiva do Centro Nacional de Doenças Infecciosas e pesquisa doenças infecciosas emergentes. Ela foi responsável pela resposta de Cingapura a vários surtos, incluindo Nipah, SARS e COVID-19. Em 2020, ela foi selecionada como uma das 100 mulheres inspiradoras da BBC.

## Vida pregressa
Yee-Sin Leo obteve seu diploma de graduação em Medicina na Universidade Nacional de Cingapura. Ela obteve seu mestrado em medicina em 1989. Ela era uma registradora médica do Hospital Tan Tock Seng, localizado na cidade de Novena. Quando jovem, Yee-Sin Leo se interessou por imunologia, mas após um encontro casual com o especialista em doenças infecciosas David Allen, ela se interessou mais por doenças infecciosas. Ela foi uma das primeiras médicas a receber treinamento em doenças infecciosas em seu país.

## Pesquisa e carreira
Em 1992, Yee-Sin Leo trabalhou como bolsista clínica em Los Angeles, onde mais da metade de sua carga de trabalho eram casos de HIV. Quando ela voltou para Singapura, ela estabeleceu o primeiro programa de HIV e centro de atendimento ao paciente do país. Sua primeira experiência na linha de frente com doenças infecciosas foi quando o vírus Nipah infectou Singapura, em 1999.
Em 2002, Yee-Sin Leo foi nomeada Consultora Sênior no Centro Nacional de Doenças Infecciosas. Ela conduziu o país ao longo da crise da síndrome respiratória do Oriente Médio (MERS), do vírus da Influenza A subtipo H7N9 (gripe aviária) e dos surtos de dengue. Yee-Sin Leo disse que suas experiências lidando com as lutas da síndrome respiratória aguda grave (SARS) a ajudaram a enfrentar o COVID-19.
Durante a pandemia de COVID-19, Yee-Sin Leo foi citado na imprensa de Cingapura dizendo às pessoas que não precisavam usar máscaras se não apresentassem sintomas de infecção respiratória.
Nos preparativos para a Cúpula de Saúde Global organizada pela Comissão Europeia e pelo G20 em maio de 2021, Yee-Sin Leo co-presidiu o Painel Científico de Alto Nível do evento.

## Vida pessoal
Yee-Sin Leo é casada com um especialista em biotecnologia. Juntos, eles têm três filhos.

## Prêmios e honras
- 2014 - Prêmio Red Ribbon.[7]
- 2016 - Prêmio Clínico Sênior Ilustre do Grupo Nacional de Saúde.[3]
- 2020 - Uma das Maiores Líderes do Mundo, da Revista Fortune.[8]
- 2020 - Lista das 100 Mulheres da BBC.[9]

## Publicações selecionadas
- Muthuri, Stella G; Venkatesan, Sudhir; Myles, Puja R; Leonardi-Bee, Jo; Al Khuwaitir, Tarig S A; Al Mamun, Adbullah; Anovadiya, Ashish P; Azziz-Baumgartner, Eduardo; Báez, Clarisa (1 de maio de 2014). «Effectiveness of neuraminidase inhibitors in reducing mortality in patients admitted to hospital with influenza A H1N1pdm09 virus infection: a meta-analysis of individual participant data». The Lancet Respiratory Medicine (em inglês). 2 (5): 395–404. ISSN 2213-2600. PMC 6637757. PMID 24815805. doi:10.1016/S2213-2600(14)70041-4 |hdl-access= requer |hdl= (ajuda)
- Young, Barnaby Edward; Ong, Sean Wei Xiang; Kalimuddin, Shirin; Low, Jenny G.; Tan, Seow Yen; Loh, Jiashen; Ng, Oon-Tek; Marimuthu, Kalisvar; Ang, Li Wei (21 de abril de 2020). «Epidemiologic Features and Clinical Course of Patients Infected With SARS-CoV-2 in Singapore». JAMA (em inglês). 323 (15): 1488–1494. ISSN 0098-7484. PMC 7054855. PMID 32125362. doi:10.1001/jama.2020.3204
- Hsu, Li-Yang; Lee, Cheng-Chuan; Green, Justin A.; Ang, Brenda; Paton, Nicholas I.; Lee, Lawrence; Villacian, Jorge S.; Lim, Poh-Lian; Earnest, Arul (2003). «Severe Acute Respiratory Syndrome (SARS) in Singapore: Clinical Features of Index Patient and Initial Contacts». Emerging Infectious Diseases. 9 (6): 713–717. ISSN 1080-6040. PMC 3000162. PMID 12781012. doi:10.3201/eid0906.030264